# 细齿桃叶珊瑚
细齿桃叶珊瑚（学名：Aucuba chlorascens）为绞木科桃叶珊瑚属的植物，为中国的特有植物。分布在中国大陆的云南等地，生长于海拔1,400米至2,800米的地区，一般生长在林中，目前尚未由人工引种栽培。